# Christmas (Chris Isaak)
Christmas è un album in studio natalizio del musicista statunitense Chris Isaak, pubblicato nel 2004.

## Tracce
1. Rudolph the Red-Nosed Reindeer – 2:12
2. Have Yourself a Merry Little Christmas – 3:10
3. Santa Claus Is Coming to Town – 2:30
4. Washington Square – 3:22
5. Blue Christmas – 2:20
6. The Christmas Song – 2:47
7. Hey Santa! – 2:43
8. Let It Snow – 2:29
9. Christmas on TV – 2:19
10. Pretty Paper – 2:33
11. White Christmas – 2:32
12. Mele Kalikimaka – 1:56
13. Brightest Star – 3:03
14. Last Month of the Year – 2:14
15. Gotta Be Good – 2:42
16. Auld Lang Syne – 1:09